# Provincia di Punata
La provincia di Punata è una delle 16 province del dipartimento di Cochabamba, nella parte centrale della Bolivia. Il capoluogo è Punata.
Secondo il censimento del 2001 possedeva una popolazione di 47.735 abitanti.

## Geografia antropica

### Suddivisioni amministrative
La provincia comprende 5 comuni:
- Cuchumuela
- Punata
- San Benito
- Tacachi
- Villa Rivero